# Sint-Truidense VV in het seizoen 2024/25
Sint-Truiden kwam in het seizoen 2024/25 uit in de Belgische Eerste Klasse A. De Truienaren eindigden het seizoen op de veertiende plaats, met 31 punten. In de play-offs werd het behoud in de hoogste afdeling verzekerd.

## Overzicht
In juni 2024, na afloop van het voorgaande seizoen, werd duidelijk dat trainer Thorsten Fink STVV verliet voor KRC Genk. Enkele weken later werd hij opgevolgd door de Italiaan Christian Lattanzio. STVV kende een slechte start van het voetbalseizoen, met drie nederlagen en drie gelijkspellen in de eerste zes wedstrijden. Tijdens de interlandpauze begin september greep het bestuur in en werd Lattanzio ontslagen. Hij werd opgevolgd door Felice Mazzù. Onder zijn bewind wist Sint-Truiden niet op te klimmen in het klassement. STVV beëindigde de reguliere competitie op de veertiende plaats, en moest hierdoor in play-off III strijden om het behoud. Na een thuisnederlaag op de tweede speeldag tegen KV Kortrijk werd Mazzù ontslagen. Hij werd tijdelijk opgevolgd door Frédéric De Meyer. Onder zijn leiding won STVV de cruciale wedstrijd tegen Cercle Brugge. Meteen hierna werd Truienaar Wouter Vrancken aangesteld als hoofdcoach. Onder Vrancken wist de club uiteindelijk play-off III te winnen, waardoor het zich verzekerd wist van een verlengd verblijf in de hoogste afdeling.

## Ploegsamenstelling
| Nr. | Naam                   | Positie      | Nationaliteit    | Geboortedatum     |
| --- | ---------------------- | ------------ | ---------------- | ----------------- |
| 2   | Ryoya Ogawa            | Verdediger   | Japan            | 21 november 1996  |
| 4   | Zinnedine Belaïd       | Verdediger   | Algerije         | 20 maart 1999     |
| 5   | Shogo Taniguchi        | Verdediger   | Japan            | 15 juli 1991      |
| 6   | Rihito Yamamoto        | Middenvelder | Japan            | 12 december 2001  |
| 7   | Billal Brahimi         | Aanvaller    | Algerije         | 14 maart 2000     |
| 8   | Joel Chima Fujita      | Middenvelder | Japan            | 16 maart 2002     |
| 9   | Andrés Ferrari         | Aanvaller    | Uruguay          | 3 januari 2003    |
| 10  | Didier Lamkel Zé       | Aanvaller    | Kameroen         | 17 september 1996 |
| 11  | Isaías Delpupo         | Aanvaller    | Argentinië       | 31 maart 2003     |
| 12  | Jo Coppens             | Doelman      | België           | 21 december 1990  |
| 13  | Ryotaro Ito            | Aanvaller    | Japan            | 6 februari 1998   |
| 14  | Olivier Dumont         | Middenvelder | België           | 6 maart 2002      |
| 15  | Kahveh Zahiroleslam    | Aanvaller    | Verenigde Staten | 13 juni 2002      |
| 16  | Leo Kokubo             | Doelman      | Japan            | 23 januari 2001   |
| 18  | Simen Juklerød         | Verdediger   | Noorwegen        | 18 mei 1994       |
| 19  | Louis Patris           | Verdediger   | België           | 7 juni 2001       |
| 20  | Rein Van Helden        | Verdediger   | België           | 24 juli 2002      |
| 21  | Matt Lendfers          | Doelman      | België           | 10 maart 2006     |
| 22  | Wolke Janssens         | Verdediger   | België           | 11 januari 1995   |
| 23  | Joselpho Barnes        | Aanvaller    | Ghana            | 12 december 2001  |
| 26  | Visar Musliu           | Verdediger   | Noord-Macedonië  | 13 november 1994  |
| 31  | Bruno Godeau           | Verdediger   | België           | 10 mei 1992       |
| 32  | Jay-David Mbalanda     | Aanvaller    | Frankrijk        | 3 mei 2007        |
| 34  | Hugo Lambotte          | Verdediger   | België           | 20 juni 2006      |
| 41  | Hiiro Komori           | Aanvaller    | Japan            | 6 augustus 2000   |
| 53  | Adam Nhaili            | Aanvaller    | België           | 9 augustus 2005   |
| 60  | Robert-Jan Vanwesemael | Verdediger   | België           | 26 maart 2002     |
| 91  | Adriano Bertaccini     | Aanvaller    | België           | 13 augustus 2000  |
| 94  | Loïc Lapoussin         | Aanvaller    | Madagaskar       | 27 maart 1996     |

### Trainersstaf
- Christian Lattanzio (hoofdcoach tot 3 september 2024)
- Felice Mazzù (hoofdcoach vanaf 5 september 2024 tot 10 april 2025)
- Frédéric De Meyer (hoofdcoach vanaf 10 april 2025 tot 15 april 2025)
- Wouter Vrancken (hoofdcoach vanaf 15 april 2025)

### Transfers
| - Simen Juklerød (Vålerenga IF) - Didier Lamkel Zé (Fatih Karagümrük) - Hiiro Komori (JEF United Chiba) - Louis Patris (RSC Anderlecht) - Zineddine Belaïd (USM Alger) - Leo Kokubo (SL Benfica) | - Shinji Okazaki (einde contract) - Jarne Steuckers (KRC Genk) - Matte Smets (KRC Genk) - Mathias Delorge (KAA Gent) - Eric Bocat (Stoke City FC) - Aboubakary Koita (AEK Athene) - Zion Suzuki (Parma Calcio 1913) |

## Oefenwedstrijden
|                                  |                           |       |              |  |
| Zaterdag 22 juni 2024, 17:00 uur | KVV Zepperen-Brustem      | 0 - 2 | Sint-Truiden |  |
|                                  |                           |       |              |  |
|                                  |                           |       |              |  |
| Zaterdag 29 juni 2024, 16:00 uur | KVK Tienen                | 0 - 6 | Sint-Truiden |  |
|                                  |                           |       |              |  |
|                                  |                           |       |              |  |
| Woensdag 3 juli 2024, 19:00 uur  | Patro Eisden Maasmechelen | 3 - 4 | Sint-Truiden |  |
|                                  |                           |       |              |  |
|                                  |                           |       |              |  |
| Zaterdag 6 juli 2024, 14:00 uur  | FC Twente                 | 2 - 2 | Sint-Truiden |  |
|                                  |                           |       |              |  |
|                                  |                           |       |              |  |
| Dinsdag 9 juli 2024, 18:30 uur   | AFC Ajax                  | 4 - 0 | Sint-Truiden |  |
|                                  |                           |       |              |  |
|                                  |                           |       |              |  |
| Vrijdag 19 juli 2024, 19:00 uur  | 1. FC Köln                | 3 - 0 | Sint-Truiden |  |
|                                  |                           |       |              |  |

## Eerste Klasse A

### Reguliere competitie

#### Wedstrijden
| | |       | | |
| Zaterdag 27 juli 2024, 20:45 uur                                                                                                  | RSC Anderlecht | 1 - 0 | Sint-Truiden | |
| Lotto Park, Anderlecht Toeschouwers: 0 Scheidsrechter: Jasper Vergoote Speeldag 1 Eerste Klasse A 2024-25                         | Mario Stroeykens 90+2' |       | | Opstelling Sint-Truiden: Jo Coppens, Rein Van Helden, Bruno Godeau, David Mindombe Frederic Ananou, Alouis Diriken, Robert-Jan Vanwesemael, Ryoya Ogawa, Olivier Dumont, Kahveh Zahiroleslam, Adam Nhaili Wissels Sint-Truiden: 83' Kahveh Zahiroleslam Joselpho Barnes |
| | |       | | |
| Zaterdag 3 augustus 2024, 20:45 uur                                                                                               | Sint-Truiden | 1 - 4 | Sporting Charleroi | |
| Stayen, Sint-Truiden Toeschouwers: 4.348 Scheidsrechter: Bert Put Speeldag 2 Eerste Klasse A 2024-25                              | Rein Van Helden 40' Kahveh Zahiroleslam 61' |       | 18' (pen.) Daan Heymans 30' Daan Heymans 43' Parfait Guiagon 45+1' Antoine Bernier 68' Etienne Camara                                                         | Opstelling Sint-Truiden: Jo Coppens, Frederic Ananou, Rein Van Helden, Bruno Godeau, Zineddine Belaïd, Ryoya Ogawa, Olivier Dumont, Robert-Jan Vanwesemael, Ryotaro Ito, Alouis Diriken, Kahveh Zahiroleslam Wissels Sint-Truiden: 58' Olivier Dumont Hugo Lambotte 58' Alouis Diriken Adam Nhaili 70' Zineddine Belaïd Shogo Taniguchi 79' Robert-Jan Vanwesemael Arthur Alexis                                             |
| | |       | | |
| Zondag 11 augustus 2024, 16:00 uur                                                                                                | Antwerp FC | 6 - 1 | Sint-Truiden | |
| Bosuilstadion, Antwerpen Toeschouwers: 12.000 Scheidsrechter: Kevin Van Damme Speeldag 3 Eerste Klasse A 2024-25                  | Tjaronn Chery 4' Ayrton Costa 22' Mahamadou Doumbia 39' Jacob Ondrejka 55' Jacob Ondrejka 65' Anthony Valencia 68' Jacob Ondrejka 81'          |       | 54' Ryoya Ogawa | Opstelling Sint-Truiden: Jo Coppens, Rein Van Helden, Bruno Godeau, Shogo Taniguchi, Robert-Jan Vanwesemael, Rihito Yamamoto, Joel Chima Fujita, Ryotaro Ito, Ryoya Ogawa, Adriano Bertaccini, Kahveh Zahiroleslam Wissels Sint-Truiden: 71' Ryotaro Ito Joselpho Barnes 71' Adriano Bertaccini Adam Nhaili 77' Robert-Jan Vanwesemael Frederic Ananou 77' Ryoya Ogawa Olivier Dumont 90+1' Rein Van Helden Zineddine Belaïd |
| | |       | | |
| Zaterdag 17 augustus 2024, 18:15 uur                                                                                              | Sint-Truiden | 3 - 3 | Dender EH | |
| Stayen, Sint-Truiden Toeschouwers: 3.433 Scheidsrechter: Michiel Allaerts Speeldag 4 Eerste Klasse A 2024-25                      | Kahveh Zahiroleslam 22' Kahveh Zahiroleslam 30' Adriano Bertaccini 53' Rein Van Helden 90'                                                     |       | 13' Roman Květ 48' Bruny Nsimba 63' Gilles Ruyssen 90+1' Ali Akman                                                                                            | Opstelling Sint-Truiden: Leo Kokubo, Rein Van Helden, Bruno Godeau, Shogo Taniguchi, Robert-Jan Vanwesemael, Rihito Yamamoto, Joel Chima Fujita, Ryotaro Ito, Ryoya Ogawa, Adriano Bertaccini, Kahveh Zahiroleslam Wissels Sint-Truiden: 69' Robert-Jan Vanwesemael Wolke Janssens 81' Adriano Bertaccini Adam Nhaili 88' Rihito Yamamoto Hugo Lambotte 88' Kahveh Zahiroleslam Joselpho Barnes                              |
| | |       | | |
| Zondag 25 augustus 2024, 16:00 uur                                                                                                | Sint-Truiden | 0 - 0 | Union Sint-Gillis | |
| Stayen, Sint-Truiden Toeschouwers: 4.513 Scheidsrechter: Lawrence Visser Speeldag 5 Eerste Klasse A 2024-25                       | Robert-Jan Vanwesemael 29' Kahveh Zahiroleslam 63' Isaías Delpupo 86'                                                                          |       | 63' Fedde Leysen 78' Mohammed Fuseini 84' Noah Sadiki | Opstelling Sint-Truiden: Leo Kokubo, Rein Van Helden, Bruno Godeau, Shogo Taniguchi, Robert-Jan Vanwesemael, Rihito Yamamoto, Joel Chima Fujita, Ryotaro Ito, Ryoya Ogawa, Adriano Bertaccini, Kahveh Zahiroleslam Wissels Sint-Truiden: 71' Robert-Jan Vanwesemael Wolke Janssens 80' Ryotaro Ito Adam Nhaili 80' Adriano Bertaccini Isaías Delpupo                                                                         |
| | |       | | |
| Zondag 1 september 2024, 19:15 uur                                                                                                | KV Kortrijk | 1 - 1 | Sint-Truiden | |
| Guldensporenstadion, Kortrijk Toeschouwers: 5.716 Scheidsrechter: Jan Boterberg Speeldag 6 Eerste Klasse A 2024-25                | Abdelkahar Kadri 36' João Silva 51' |       | 10' Adriano Bertaccini 32' Robert-Jan Vanwesemael | Opstelling Sint-Truiden: Leo Kokubo, Rein Van Helden, Bruno Godeau, Shogo Taniguchi, Robert-Jan Vanwesemael, Rihito Yamamoto, Joel Chima Fujita, Ryotaro Ito, Ryoya Ogawa, Adriano Bertaccini, Kahveh Zahiroleslam Wissels Sint-Truiden: 56' Robert-Jan Vanwesemael Wolke Janssens 70' Adriano Bertaccini Joselpho Barnes 81' Ryotaro Ito Adam Nhaili 81' Rihito Yamamoto Olivier Dumont                                     |
| | |       | | |
| Zondag 15 september 2024, 16:00 uur                                                                                               | Sint-Truiden | 2 - 1 | Oud-Heverlee Leuven | |
| Stayen, Sint-Truiden Toeschouwers: 6.147 Scheidsrechter: Simon Bourdeaud'hui Speeldag 7 Eerste Klasse A 2024-25                   | Adriano Bertaccini 7' Rein Van Helden 45+1' Adriano Bertaccini 45+2' Louis Patris 72' Billal Brahimi 81'                                       |       | 56' Mathieu Maertens 64' Ezechiel Banzuzi | Opstelling Sint-Truiden: Leo Kokubo, Louis Patris, Rein Van Helden, Shogo Taniguchi, Bruno Godeau, Ryoya Ogawa, Adriano Bertaccini, Joel Chima Fujita, Rihito Yamamoto, Billal Brahimi, Kahveh Zahiroleslam Wissels Sint-Truiden: 76' Louis Patris Robert-Jan Vanwesemael 76' Joel Chima Fujita Ryotaro Ito 84' Adriano Bertaccini Joselpho Barnes 90+2' Billal Brahimi Frederic Ananou                                      |
| | |       | | |
| Zaterdag 21 september 2024, 16:00 uur                                                                                             | Beerschot VA | 0 - 3 | Sint-Truiden | |
| Olympisch Stadion, Antwerpen Toeschouwers: 4.521 Scheidsrechter: Bram Van Driessche Speeldag 8 Eerste Klasse A 2024-25            | |       | 9' Shogo Taniguchi 45+3' Shogo Taniguchi 85' (e.d.) Hervé Matthys 88' Ryotaro Ito                                                                             | Opstelling Sint-Truiden: Leo Kokubo, Rein Van Helden, Shogo Taniguchi, Bruno Godeau, Louis Patris, Rihito Yamamoto, Joel Chima Fujita, Ryoya Ogawa, Billal Brahimi, Kahveh Zahiroleslam, Adriano Bertaccini Wissels Sint-Truiden: 66' Kahveh Zahiroleslam Andrés Ferrari 79' Adriano Bertaccini Joselpho Barnes 79' Joel Chima Fujita Ryotaro Ito 86' Billal Brahimi Robert-Jan Vanwesemael                                  |
| | |       | | |
| Zondag 29 september 2024, 19:15 uur                                                                                               | Cercle Brugge | 1 - 1 | Sint-Truiden | |
| Jan Breydelstadion, Brugge Toeschouwers: 4.592 Scheidsrechter: Wim Smet Speeldag 9 Eerste Klasse A 2024-25                        | Kévin Denkey 34' Senna Miangue 87' |       | 54' Jo Coppens 68' Adriano Bertaccini 89' Andrés Ferrari 90+6' Billal Brahimi                                                                                 | Opstelling Sint-Truiden: Leo Kokubo, Rein Van Helden, Shogo Taniguchi, Bruno Godeau, Louis Patris, Rihito Yamamoto, Joel Chima Fujita, Ryoya Ogawa, Billal Brahimi, Kahveh Zahiroleslam, Adriano Bertaccini Wissels Sint-Truiden: 46' Rihito Yamamoto Ryotaro Ito 69' Kahveh Zahiroleslam Joselpho Barnes 83' Adriano Bertaccini Andrés Ferrari 83' Rein Van Helden Robert-Jan Vanwesemael                                   |
| | |       | | |
| Zondag 6 oktober 2024, 19:15 uur                                                                                                  | Sint-Truiden | 1 - 1 | AA Gent | |
| Stayen, Sint-Truiden Toeschouwers: 5.500 Scheidsrechter: Jasper Vergoote Speeldag 10 Eerste Klasse A 2024-25                      | Adriano Bertaccini 68' Ryoya Ogawa 90+3' |       | 24' Omri Gandelman 59' Atsuki Ito 60' Archie Brown 63' Stefan Mitrović                                                                                        | Opstelling Sint-Truiden: Leo Kokubo, Rein Van Helden, Shogo Taniguchi, Bruno Godeau, Louis Patris, Joel Chima Fujita, Ryotaro Ito, Ryoya Ogawa, Billal Brahimi, Kahveh Zahiroleslam, Adriano Bertaccini Wissels Sint-Truiden: 77' Adriano Bertaccini Robert-Jan Vanwesemael 77' Bruno Godeau Wolke Janssens 81' Kahveh Zahiroleslam Andrés Ferrari                                                                           |
| | |       | | |
| Zondag 20 oktober 2024, 13:30 uur                                                                                                 | KRC Genk | 3 - 2 | Sint-Truiden | |
| Cegeka Arena, Genk Toeschouwers: 21.889 Scheidsrechter: Lawrence Visser Speeldag 11 Eerste Klasse A 2024-25                       | Tolu Arokodare 18' Jarne Steuckers 31' Zakaria El Ouahdi 45' Matte Smets 59'                                                                   |       | 15' Shogo Taniguchi 34' Adriano Bertaccini 48' Louis Patris 58' Adriano Bertaccini 74' Bruno Godeau 74' Billal Brahimi 90+5' Billal Brahimi                   | Opstelling Sint-Truiden: Leo Kokubo, Bruno Godeau, Rein Van Helden, Shogo Taniguchi, Louis Patris, Ryotaro Ito, Joel Chima Fujita, Ryoya Ogawa, Billal Brahimi, Kahveh Zahiroleslam, Adriano Bertaccini Wissels Sint-Truiden: 24' Kahveh Zahiroleslam Robert-Jan Vanwesemael 78' Ryotaro Ito Rihito Yamamoto 78' Adriano Bertaccini Joselpho Barnes 87' Bruno Godeau Andrés Ferrari 87' Joel Chima Fujita Isaías Delpupo     |
| | |       | | |
| Zaterdag 26 oktober 2024, 20:45 uur                                                                                               | Sint-Truiden | 2 - 0 | KVC Westerlo | |
| Stayen, Sint-Truiden Toeschouwers: 4.771 Scheidsrechter: Wesli De Cremer Speeldag 12 Eerste Klasse A 2024-25                      | Adriano Bertaccini 21' Joel Chima Fujita 50' Adriano Bertaccini 86' (pen.) Adriano Bertaccini 86'                                              |       | 9' Roman Neustädter 52' Bryan Reynolds 87' Josimar Alcócer | Opstelling Sint-Truiden: Leo Kokubo, Bruno Godeau, Rein Van Helden, Shogo Taniguchi, Louis Patris, Ryotaro Ito, Joel Chima Fujita, Ryoya Ogawa, Robert-Jan Vanwesemael, Kahveh Zahiroleslam, Adriano Bertaccini Wissels Sint-Truiden: 75' Robert-Jan Vanwesemael Isaías Delpupo 82' Kahveh Zahiroleslam Andrés Ferrari 86' Adriano Bertaccini Olivier Dumont                                                                 |
| | |       | | |
| Zaterdag 2 november 2024, 16:00 uur                                                                                               | Standard Luik | 2 - 1 | Sint-Truiden | |
| Maurice Dufrasnestadion, Luik Toeschouwers: 16.358 Scheidsrechter: Kevin Van Damme Speeldag 13 Eerste Klasse A 2024-25            | Andi Zeqiri 33' Andi Zeqiri 45' (pen.) Marlon Fossey 83'                                                                                       |       | 44' Rein Van Helden 70' Olivier Dumont 80' Billal Brahimi 90' Adriano Bertaccini 90+4' Isaías Delpupo                                                         | Opstelling Sint-Truiden: Leo Kokubo, Bruno Godeau, Rein Van Helden, Shogo Taniguchi, Louis Patris, Ryotaro Ito, Joel Chima Fujita, Ryoya Ogawa, Robert-Jan Vanwesemael, Kahveh Zahiroleslam, Adriano Bertaccini Wissels Sint-Truiden: 46' Robert-Jan Vanwesemael Billal Brahimi 61' Kahveh Zahiroleslam Andrés Ferrari 62' Ryotaro Ito Olivier Dumont 86' Rein Van Helden Isaías Delpupo                                     |
| | |       | | |
| Vrijdag 8 november 2024, 20:45 uur                                                                                                | Sint-Truiden | 2 - 1 | KV Mechelen | |
| Stayen, Sint-Truiden Toeschouwers: 5.468 Scheidsrechter: Nicolas Laforge Speeldag 14 Eerste Klasse A 2024-25                      | Aziz Ouattara Mohammed 2' (own) Andrés Ferrari 54' Louis Patris 83' Leo Kokubo 90+1'                                                           |       | 23' Toon Raemaekers 74' Benito Raman 77' José Marsà | Opstelling Sint-Truiden: Leo Kokubo, Bruno Godeau, Rein Van Helden, Shogo Taniguchi, Louis Patris, Joel Chima Fujita, Olivier Dumont, Ryoya Ogawa, Billal Brahimi, Andrés Ferrari, Adriano Bertaccini Wissels Sint-Truiden: 14' Shogo Taniguchi Zineddine Belaïd 74' Olivier Dumont Robert-Jan Vanwesemael 74' Andrés Ferrari Kahveh Zahiroleslam 90+1' Adriano Bertaccini Isaías Delpupo                                    |
| | |       | | |
| Zaterdag 23 november 2024, 16:00 uur                                                                                              | Club Brugge | 7 - 0 | Sint-Truiden | |
| Jan Breydelstadion, Brugge Toeschouwers: 19.080 Scheidsrechter: Jasper Vergoote Speeldag 15 Eerste Klasse A 2024-25               | Christos Tzolis 12' Christos Tzolis 22' Christos Tzolis 42' (pen.) Christos Tzolis 48' Raphael Onyedika 51' Ardon Jashari 57' Hans Vanaken 77' |       | 25' Louis Patris 87' Isaías Delpupo | Opstelling Sint-Truiden: Leo Kokubo, Zineddine Belaïd, Rein Van Helden, Bruno Godeau, Louis Patris, Joel Chima Fujita, Olivier Dumont, Ryoya Ogawa, Billal Brahimi, Andrés Ferrari, Adriano Bertaccini Wissels Sint-Truiden: 46' Ryoya Ogawa Ryotaro Ito 46' Olivier Dumont Robert-Jan Vanwesemael 46' Billal Brahimi Isaías Delpupo 59' Andrés Ferrari Kahveh Zahiroleslam 64' Kahveh Zahiroleslam Adam Nhaili              |
| | |       | | |
| Zondag 1 december 2024, 13:30 uur                                                                                                 | Sint-Truiden | 2 - 2 | KRC Genk | |
| Stayen, Sint-Truiden Toeschouwers: 10.073 Scheidsrechter: Erik Lambrechts Speeldag 16 Eerste Klasse A 2024-25                     | Zineddine Belaïd 32' Adriano Bertaccini 66' Joel Chima Fujita 73' Adriano Bertaccini 77'                                                       |       | 26' Tolu Arokodare 45+5' Jarne Steuckers 90+3' (o.g.) Leo Kokubo                                                                                              | Opstelling Sint-Truiden: Leo Kokubo, Zineddine Belaïd, Rein Van Helden, Bruno Godeau, Louis Patris, Ryotaro Ito, Joel Chima Fujita, Ryoya Ogawa, Billal Brahimi, Andrés Ferrari, Adriano Bertaccini Wissels Sint-Truiden: 76' Andrés Ferrari Rihito Yamamoto 84' Billal Brahimi Robert-Jan Vanwesemael 88' Ryotaro Ito Olivier Dumont                                                                                        |
| | |       | | |
| Zaterdag 7 december 2024, 20:45 uur                                                                                               | AA Gent | 2 - 0 | Sint-Truiden | |
| Planet Group arena, Gent Toeschouwers: 10.075 Scheidsrechter: Nathan Verboomen Speeldag 17 Eerste Klasse A 2024-25                | Atsuki Ito 17' Jordan Torunarigha 29' Hugo Gambor 41' Atsuki Ito 74' Sven Kums 83' Max Dean 90+1' Archie Brown 90+4'                           |       | 22' Joel Chima Fujita 41' Adriano Bertaccini 90' Rihito Yamamoto                                                                                              | Opstelling Sint-Truiden: Leo Kokubo, Rein Van Helden, Bruno Godeau, Zineddine Belaïd, Louis Patris, Ryotaro Ito, Joel Chima Fujita, Ryoya Ogawa, Robert-Jan Vanwesemael, Andrés Ferrari, Adriano Bertaccini Wissels Sint-Truiden: 67' Robert-Jan Vanwesemael Rihito Yamamoto 86' Ryoya Ogawa Jay-David Mbalanda 86' Zineddine Belaïd Frederic Ananou                                                                         |
| | |       | | |
| Zondag 15 december 2024, 18:30 uur                                                                                                | Sint-Truiden | 0 - 2 | RSC Anderlecht | |
| Stayen, Sint-Truiden Toeschouwers: 9.500 Scheidsrechter: Lothar D'hondt Speeldag 18 Eerste Klasse A 2024-25                       | Jay-David Mbalanda 90+6' |       | 27' Kasper Dolberg 52' Moussa N'Diaye 62' (pen.) Kasper Dolberg 67' Mathias Jørgensen                                                                         | Opstelling Sint-Truiden: Leo Kokubo, Rein Van Helden, Zineddine Belaïd, Wolke Janssens, Louis Patris, Joel Chima Fujita, Rihito Yamamoto, Ryoya Ogawa, Billal Brahimi, Andrés Ferrari, Ryotaro Ito Wissels Sint-Truiden: 70' Zineddine Belaïd Robert-Jan Vanwesemael 78' Rihito Yamamoto Joselpho Barnes 90+2' Andrés Ferrari Jay-David Mbalanda                                                                             |
| | |       | | |
| Zaterdag 21 december 2024, 16:00 uur                                                                                              | Sporting Charleroi | 2 - 1 | Sint-Truiden | |
| Stade du Pays de Charleroi, Charleroi Toeschouwers: 8.500 Scheidsrechter: Kevin Van Damme Speeldag 19 Eerste Klasse A 2024-25     | Daan Heymans 37' Yacine Titraoui 53' Vetle Dragsnes 58'                                                                                        |       | 68' Louis Patris 90' Adriano Bertaccini | Opstelling Sint-Truiden: Leo Kokubo, Rein Van Helden, Zineddine Belaïd, Bruno Godeau, Louis Patris, Joel Chima Fujita, Rihito Yamamoto, Robert-Jan Vanwesemael, Billal Brahimi, Andrés Ferrari, Adriano Bertaccini Wissels Sint-Truiden: 46' Andrés Ferrari Ryotaro Ito 70' Zineddine Belaïd Isaías Delpupo 70' Rihito Yamamoto Olivier Dumont 78' Billal Brahimi Jay-David Mbalanda 87' Robert-Jan Vanwesemael Adam Nhaili  |
| | |       | | |
| Vrijdag 27 december 2024, 20:45 uur                                                                                               | Sint-Truiden | 1 - 1 | Cercle Brugge | |
| Stayen, Sint-Truiden Toeschouwers: 5.454 Scheidsrechter: Bram Van Driessche Speeldag 20 Eerste Klasse A 2024-25                   | Ryoya Ogawa 37' Rein Van Helden 72' Joel Chima Fujita 90+2'                                                                                    |       | 17' Kazeem Olaigbe 67' Edgaras Utkus 87' Lawrence Agyekum | Opstelling Sint-Truiden: Leo Kokubo, Robert-Jan Vanwesemael, Rein Van Helden, Zineddine Belaïd, Bruno Godeau, Ryoya Ogawa, Joel Chima Fujita, Olivier Dumont, Ryotaro Ito, Isaías Delpupo, Adriano Bertaccini Wissels Sint-Truiden: 46' Isaías Delpupo Billal Brahimi 60' Olivier Dumont Andrés Ferrari |
| | |       | | |
| Zaterdag 11 januari 2025, 16:00 uur                                                                                               | KVC Westerlo | 1 - 2 | Sint-Truiden | |
| 't Kuipje, Westerlo Toeschouwers: 5.500 Scheidsrechter: Lawrence Visser Speeldag 21 Eerste Klasse A 2024-25                       | Alfie Devine 45+3' Matija Frigan 90+5' Luka Vušković 90+5' Luka Vušković 90+5'                                                                 |       | 6' Andrés Ferrari 36' Billal Brahimi 48' Joel Chima Fujita 65' Ryotaro Ito 86' Adriano Bertaccini                                                             | Opstelling Sint-Truiden: Leo Kokubo, Wolke Janssens, Rein Van Helden, Bruno Godeau, Louis Patris, Ryotaro Ito, Joel Chima Fujita, Ryoya Ogawa, Billal Brahimi, Andrés Ferrari, Adriano Bertaccini Wissels Sint-Truiden: 67' Andrés Ferrari Didier Lamkel Zé 70' Ryotaro Ito Rihito Yamamoto 78' Billal Brahimi Robert-Jan Vanwesemael                                                                                        |
| | |       | | |
| Zondag 19 januari 2025, 18:30 uur                                                                                                 | Sint-Truiden | 1 - 2 | Standard Luik | |
| Stayen, Sint-Truiden Toeschouwers: 6.206 Scheidsrechter: Nicolas Laforge Speeldag 22 Eerste Klasse A 2024-25                      | Ryoya Ogawa 2' Ryoya Ogawa 27' |       | 12' Daan Dierckx 42' (pen.) Andi Zeqiri 62' Dennis Eckert 75' Ibrahim Karamoko 90+1' Sotiris Alexandropoulos                                                  | Opstelling Sint-Truiden: Leo Kokubo, Wolke Janssens, Rein Van Helden, Bruno Godeau, Louis Patris, Ryotaro Ito, Rihito Yamamoto, Ryoya Ogawa, Billal Brahimi, Didier Lamkel Zé, Adriano Bertaccini Wissels Sint-Truiden: 69' Ryoya Ogawa Simen Juklerød 69' Wolke Janssens Andrés Ferrari 84' Rihito Yamamoto Hiiro Komori 84' Louis Patris Robert-Jan Vanwesemael 84' Didier Lamkel Zé Olivier Dumont                        |
| | |       | | |
| Vrijdag 24 januari 2025, 20:45 uur                                                                                                | Sint-Truiden | 1 - 1 | Antwerp FC | |
| Stayen, Sint-Truiden Toeschouwers: 4.825 Scheidsrechter: Kevin Van Damme Speeldag 23 Eerste Klasse A 2024-25                      | Didier Lamkel Zé 18' Zineddine Belaïd 54' Didier Lamkel Zé 90+2'                                                                               |       | 10' Anthony Valencia 44' Mahamadou Doumbia 90+1' Jaïro Riedewald 90+2' Olivier Deman 90+2' Denis Odoi 90+5' Rosen Bozjinov                                    | Opstelling Sint-Truiden: Leo Kokubo, Louis Patris, Wolke Janssens, Bruno Godeau, Zineddine Belaïd, Ryoya Ogawa, Joel Chima Fujita, Ryotaro Ito, Billal Brahimi, Didier Lamkel Zé, Adriano Bertaccini Wissels Sint-Truiden: 82' Adriano Bertaccini Andrés Ferrari 89' Billal Brahimi Robert-Jan Vanwesemael |
| | |       | | |
| Zondag 2 februari 2025, 16:00 uur                                                                                                 | Union Sint-Gillis | 2 - 1 | Sint-Truiden | |
| Joseph Marienstadion, Vorst Toeschouwers: 7.305 Scheidsrechter: Jan Boterberg Speeldag 24 Eerste Klasse A 2024-25                 | Kevin Mac Allister 20' Ousseynou Niang 36' Promise David 47' Promise David 60' (pen.) Franjo Ivanović 90+6' (pen.)                             |       | 76' Adriano Bertaccini 84' Joel Chima Fujita 88' Louis Patris 89' Didier Lamkel Zé 90' Adriano Bertaccini 90+1' Leo Kokubo                                    | Opstelling Sint-Truiden: Leo Kokubo, Louis Patris, Wolke Janssens, Bruno Godeau, Zineddine Belaïd, Ryoya Ogawa, Joel Chima Fujita, Ryotaro Ito, Adriano Bertaccini, Didier Lamkel Zé, Rihito Yamamoto Wissels Sint-Truiden: 68' Rihito Yamamoto Andrés Ferrari 90+3' Didier Lamkel Zé Robert-Jan Vanwesemael 90+7' Wolke Janssens Hiiro Komori                                                                               |
| | |       | | |
| Zaterdag 8 februari 2025, 18:15 uur                                                                                               | Dender EH | 2 - 1 | Sint-Truiden | |
| Dender Football Complex, Denderleeuw Toeschouwers: 3.000 Scheidsrechter: Lothar D'hondt Speeldag 25 Eerste Klasse A 2024-25       | Bruny Nsimba 39' (pen.) Bruny Nsimba 53' Fabio Ferraro 89'                                                                                     |       | 42' Jo Coppens 51' Bruno Godeau 52' Didier Lamkel Zé 90+4' Rein Van Helden                                                                                    | Opstelling Sint-Truiden: Leo Kokubo, Louis Patris, Wolke Janssens, Rein Van Helden, Bruno Godeau, Simen Juklerød, Joel Chima Fujita, Ryotaro Ito, Adriano Bertaccini, Didier Lamkel Zé, Loïc Lapoussin Wissels Sint-Truiden: 61' Simen Juklerød Billal Brahimi 62' Ryotaro Ito Olivier Dumont 76' Bruno Godeau Ryoya Ogawa 83' Adriano Bertaccini Hiiro Komori                                                               |
| | |       | | |
| Zaterdag 15 februari 2025, 20:45 uur                                                                                              | Sint-Truiden | 2 - 2 | Club Brugge | |
| Stayen, Sint-Truiden Toeschouwers: 9.000 Scheidsrechter: Simon Bourdeaud'hui Speeldag 26 Eerste Klasse A 2024-25                  | Didier Lamkel Zé 10' Loïc Lapoussin 20' Didier Lamkel Zé 73' Adriano Bertaccini 88'                                                            |       | 42' Hugo Vetlesen 72' Hans Vanaken 89' Romeo Vermant 90+1' Christos Tzolis                                                                                    | Opstelling Sint-Truiden: Leo Kokubo, Robert-Jan Vanwesemael, Wolke Janssens, Zineddine Belaïd, Ryoya Ogawa, Adriano Bertaccini, Ryotaro Ito, Joel Chima Fujita, Loïc Lapoussin, Billal Brahimi, Didier Lamkel Zé Wissels Sint-Truiden: 77' Billal Brahimi Simen Juklerød 82' Loïc Lapoussin Louis Patris 87' Didier Lamkel Zé Rihito Yamamoto 87' Ryotaro Ito Andrés Ferrari                                                 |
| | |       | | |
| Vrijdag 21 februari 2025, 20:45 uur                                                                                               | KV Mechelen | 1 - 1 | Sint-Truiden | |
| AFAS Stadion Achter de Kazerne, Mechelen Toeschouwers: 13.799 Scheidsrechter: Erik Lambrechts Speeldag 27 Eerste Klasse A 2024-25 | Wolke Janssens 26' (e.d.) Kerim Mrabti 68' Julien Ngoy 88'                                                                                     |       | 36' Loïc Lapoussin 39' Didier Lamkel Zé 90+1' Andrés Ferrari                                                                                                  | Opstelling Sint-Truiden: Leo Kokubo, Wolke Janssens, Bruno Godeau, Ryoya Ogawa, Robert-Jan Vanwesemael, Ryotaro Ito, Joel Chima Fujita, Loïc Lapoussin, Billal Brahimi, Didier Lamkel Zé, Adriano Bertaccini Wissels Sint-Truiden: 46' Ryotaro Ito Rein Van Helden 73' Wolke Janssens Louis Patris 73' Robert-Jan Vanwesemael Kahveh Zahiroleslam 82' Billal Brahimi Andrés Ferrari 82' Bruno Godeau Visar Musliu            |
| | |       | | |
| Zaterdag 1 maart 2025, 18:15 uur                                                                                                  | Sint-Truiden | 4 - 2 | KV Kortrijk | |
| Stayen, Sint-Truiden Toeschouwers: 5.218 Scheidsrechter: Lawrence Visser Speeldag 28 Eerste Klasse A 2024-25                      | Robert-Jan Vanwesemael 6' Mark Mampassi 11' (e.d.) Robert-Jan Vanwesemael 20' Andrés Ferrari 75' Adriano Bertaccini 81'                        |       | 31' Ryotaro Tsunoda 45' (pen.) Thierry Ambrose 70' Dermane Karim                                                                                              | Opstelling Sint-Truiden: Leo Kokubo, Wolke Janssens, Rein Van Helden, Bruno Godeau, Robert-Jan Vanwesemael, Ryotaro Ito, Joel Chima Fujita, Ryoya Ogawa, Billal Brahimi, Didier Lamkel Zé, Loïc Lapoussin Wissels Sint-Truiden: 71' Billal Brahimi Adriano Bertaccini 74' Robert-Jan Vanwesemael Andrés Ferrari 74' Didier Lamkel Zé Louis Patris 89' Ryotaro Ito Rihito Yamamoto 89' Loïc Lapoussin Simen Juklerød          |
| | |       | | |
| Vrijdag 7 maart 2025, 20:45 uur                                                                                                   | Sint-Truiden | 2 - 0 | Beerschot VA | |
| Stayen, Sint-Truiden Toeschouwers: 5.500 Scheidsrechter: Nicolas Laforge Speeldag 29 Eerste Klasse A 2024-25                      | Adriano Bertaccini 17' (pen.) Visar Musliu 55' Bruno Godeau 62' Didier Lamkel Zé 90+6' (pen.)                                                  |       | 42' Welat Cagro 69' Rajiv van La Parra 90+4' Ewan Henderson                                                                                                   | Opstelling Sint-Truiden: Leo Kokubo, Rein Van Helden, Visar Musliu, Bruno Godeau, Robert-Jan Vanwesemael, Ryotaro Ito, Joel Chima Fujita, Ryoya Ogawa, Adriano Bertaccini, Andrés Ferrari, Loïc Lapoussin Wissels Sint-Truiden: 68' Loïc Lapoussin Billal Brahimi 75' Andrés Ferrari Didier Lamkel Zé 75' Robert-Jan Vanwesemael Louis Patris 90' Adriano Bertaccini Rihito Yamamoto 90' Ryotaro Ito Simen Juklerød          |
| | |       | | |
| Zondag 16 maart 2025, 18:30 uur                                                                                                   | Oud-Heverlee Leuven | 3 - 2 | Sint-Truiden | |
| King Power at Den Dreef Stadion, Heverlee Toeschouwers: 9.419 Scheidsrechter: Jan Boterberg Speeldag 30 Eerste Klasse A 2024-25   | Manuel Osifo 9' Siebe Schrijvers 13' Lequincio Zeefuik 20' Óscar Gil 66' Siebe Schrijvers 83' (pen.) Óscar Gil 86'                             |       | 30' Visar Musliu 32' Rein Van Helden 38' Andrés Ferrari 44' Adriano Bertaccini 60' Rein Van Helden 60' Billal Brahimi 74' Adriano Bertaccini 77' Louis Patris | Opstelling Sint-Truiden: Leo Kokubo, Rein Van Helden, Visar Musliu, Bruno Godeau, Robert-Jan Vanwesemael, Ryotaro Ito, Joel Chima Fujita, Ryoya Ogawa, Adriano Bertaccini, Andrés Ferrari, Loïc Lapoussin Wissels Sint-Truiden: 56' Ryotaro Ito Billal Brahimi 56' Andrés Ferrari Kahveh Zahiroleslam 70' Robert-Jan Vanwesemael Louis Patris 70' Bruno Godeau Wolke Janssens 90' Ryoya Ogawa Hiiro Komori                   |

#### Resultaten per speeldag
| Speeldag  | 1  | 2  | 3  | 4  | 5  | 6  | 7  | 8  | 9  | 10 | 11 | 12 | 13 | 14 | 15 | 16 | 17 | 18 | 19 | 20 | 21 | 22 | 23 | 24 | 25 | 26 | 27 | 28 | 29 | 30 |
| --------- | -- | -- | -- | -- | -- | -- | -- | -- | -- | -- | -- | -- | -- | -- | -- | -- | -- | -- | -- | -- | -- | -- | -- | -- | -- | -- | -- | -- | -- | -- |
| Resultaat | v  | v  | v  | g  | g  | g  | w  | w  | g  | g  | v  | w  | v  | w  | v  | g  | v  | v  | v  | g  | w  | v  | g  | v  | v  | g  | g  | w  | w  | v  |
| Punten    | 0  | 0  | 0  | 1  | 2  | 3  | 6  | 9  | 10 | 11 | 11 | 14 | 14 | 17 | 17 | 18 | 18 | 18 | 18 | 19 | 22 | 22 | 23 | 23 | 23 | 24 | 25 | 28 | 31 | 31 |
| Positie   | 15 | 16 | 16 | 16 | 15 | 15 | 14 | 13 | 13 | 13 | 14 | 14 | 15 | 11 | 12 | 12 | 13 | 13 | 15 | 14 | 14 | 14 | 14 | 14 | 14 | 14 | 14 | 14 | 14 | 14 |

### Relegation play-off

#### Wedstrijden
| | |       | | |
| Zaterdag 29 maart 2025, 16:00 uur                                                                                    | Beerschot VA | 0 - 1 | Sint-Truiden | |
| Olympisch Stadion, Antwerpen Toeschouwers: 4.192 Scheidsrechter: Nathan Verboomen Speeldag 1 Eerste Klasse A 2024-25 | Welat Cagro 5' Colin Dagba 55'                                                                                                   |       | 54' Loïc Lapoussin 77' Bruno Godeau 85' Simen Juklerød | Opstelling Sint-Truiden: Leo Kokubo, Bruno Godeau, Wolke Janssens, Visar Musliu, Louis Patris, Ryotaro Ito, Joel Chima Fujita, Ryoya Ogawa, Billal Brahimi, Adriano Bertaccini, Loïc Lapoussin Wissels Sint-Truiden: 72' Billal Brahimi Andrés Ferrari 72' Louis Patris Robert-Jan Vanwesemael 83' Loïc Lapoussin Simen Juklerød 88' Adriano Bertaccini Jay-David Mbalanda 89' Ryotaro Ito Olivier Dumont                 |
| | |       | | |
| Zondag 6 april 2025, 16:00 uur                                                                                       | Sint-Truiden | 0 - 3 | KV Kortrijk | |
| Stayen, Sint-Truiden Toeschouwers: 4.595 Scheidsrechter: Nicolas Laforge Speeldag 2 Eerste Klasse A 2024-25          | Joel Chima Fujita 16' Leo Kokubo 66' Robert-Jan Vanwesemael 90+1'                                                                |       | 17' Abdelkahar Kadri 22' Nacho Ferri 27' Nayel Mehssatou 64' Jean-Kévin Duverne 73' Brecht Dejaegere                                                                          | Opstelling Sint-Truiden: Leo Kokubo, Bruno Godeau, Wolke Janssens, Visar Musliu, Louis Patris, Ryotaro Ito, Joel Chima Fujita, Ryoya Ogawa, Billal Brahimi, Adriano Bertaccini, Loïc Lapoussin Wissels Sint-Truiden: 32' Wolke Janssens Rein Van Helden 32' Bruno Godeau Andrés Ferrari 73' Loïc Lapoussin Kahveh Zahiroleslam 76' Louis Patris Simen Juklerød 76' Ryoya Ogawa Robert-Jan Vanwesemael                     |
| | |       | | |
| Zaterdag 12 april 2025, 18:15 uur                                                                                    | Sint-Truiden | 3 - 1 | Cercle Brugge | |
| Stayen, Sint-Truiden Toeschouwers: 4.096 Scheidsrechter: Bert Put Speeldag 3 Eerste Klasse A 2024-25                 | Adriano Bertaccini 17' Billal Brahimi 41' Rihito Yamamoto 44' Billal Brahimi 47' Louis Patris 50' Adriano Bertaccini 59'         |       | 44' Ibrahim Diakité 47' Hannes Van der Bruggen | Opstelling Sint-Truiden: Leo Kokubo, Rein Van Helden, Visar Musliu, Ryoya Ogawa, Louis Patris, Joel Chima Fujita, Rihito Yamamoto, Loïc Lapoussin, Billal Brahimi, Didier Lamkel Zé, Adriano Bertaccini Wissels Sint-Truiden: 61' Rihito Yamamoto Olivier Dumont 78' Billal Brahimi Andrés Ferrari 78' Didier Lamkel Zé Robert-Jan Vanwesemael 89' Adriano Bertaccini Simen Juklerød                                      |
| | |       | | |
| Zaterdag 26 april, 20:45 uur                                                                                         | Cercle Brugge | 3 - 1 | Sint-Truiden | |
| Jan Breydelstadion, Brugge Toeschouwers: 5.480 Scheidsrechter: Nicolas Laforge Speeldag 4 Eerste Klasse A 2024-25    | Lucas Perrin 25' Thibo Somers 43' Hannes Van der Bruggen 75' Paris Brunner 90+1' (pen.) Paris Brunner 90+2' Flávio Nazinho 90+6' |       | 33' Rihito Yamamoto 36' Rihito Yamamoto 45+3' Rein Van Helden 58' Louis Patris 66' Adriano Bertaccini 68' Joel Chima Fujita 75' Ryotaro Ito 86' Visar Musliu 90' Louis Patris | Opstelling Sint-Truiden: Leo Kokubo, Rein Van Helden, Visar Musliu, Ryoya Ogawa, Louis Patris, Joel Chima Fujita, Rihito Yamamoto, Loïc Lapoussin, Billal Brahimi, Didier Lamkel Zé, Adriano Bertaccini Wissels Sint-Truiden: 46' Billal Brahimi Ryotaro Ito 70' Didier Lamkel Zé Robert-Jan Vanwesemael 90+3' Loïc Lapoussin Kahveh Zahiroleslam                                                                         |
| | |       | | |
| Zondag 4 mei 2025, 16:00 uur                                                                                         | Sint-Truiden | 2 - 1 | Beerschot VA | |
| Stayen, Sint-Truiden Toeschouwers: 5.132 Scheidsrechter: Lawrence Visser Speeldag 5 Eerste Klasse A 2024-25          | Adriano Bertaccini 39' Adriano Bertaccini 69'                                                                                    |       | 83' (pen.) Welat Cagro | Opstelling Sint-Truiden: Leo Kokubo, Rein Van Helden, Visar Musliu, Ryoya Ogawa, Louis Patris, Joel Chima Fujita, Ryotaro Ito, Loïc Lapoussin, Robert-Jan Vanwesemael, Andrés Ferrari, Adriano Bertaccini Wissels Sint-Truiden: 82' Robert-Jan Vanwesemael Billal Brahimi 88' Adriano Bertaccini Hiiro Komori |
| | |       | | |
| Zaterdag 10 mei 2025, 16:00 uur                                                                                      | KV Kortrijk | 2 - 2 | Sint-Truiden | |
| Guldensporenstadion, Kortrijk Toeschouwers: 7.034 Scheidsrechter: Jasper Vergoote Speeldag 6 Eerste Klasse A 2024-25 | Abdelkahar Kadri 8' Nayel Mehssatou 21'                                                                                          |       | 5' Adriano Bertaccini 37' Loïc Lapoussin 49' Rein Van Helden | Opstelling Sint-Truiden: Leo Kokubo, Rein Van Helden, Visar Musliu, Ryoya Ogawa, Louis Patris, Joel Chima Fujita, Ryotaro Ito, Loïc Lapoussin, Robert-Jan Vanwesemael, Andrés Ferrari, Adriano Bertaccini Wissels Sint-Truiden: 61' Robert-Jan Vanwesemael Wolke Janssens 81' Andrés Ferrari Kahveh Zhiroleslam 81' Loïc Lapoussin Billal Brahimi 88' Louis Patris Shogo Taniguchi 88' Adriano Bertaccini Rihito Yamamoto |

#### Resultaten per speeldag
| Speeldag  | 1  | 2  | 3  | 4  | 5  | 6  |
| --------- | -- | -- | -- | -- | -- | -- |
| Resultaat | w  | v  | w  | v  | w  | g  |
| Punten    | 34 | 34 | 37 | 37 | 40 | 41 |
| Positie   | 1  | 2  | 1  | 2  | 1  | 1  |

## Beker van België
| |                                                           |       | | |
| Woensdag 30 oktober 2024, 20:45 uur                                                                                              | Lierse SK (1B)                                            | 0 - 2 | Sint-Truiden | |
| Herman Vanderpoortenstadion, Lier Toeschouwers: 4.500 Scheidsrechter: Arne De Beuckelaer 1/16de finales Beker van België 2024-25 |                                                           |       | 28' Zineddine Belaïd 42' Andrés Ferrari 84' Olivier Dumont 90+5' Olivier Dumont                                              | Opstelling Sint-Truiden: Jo Coppens, Rein Van Helden, Zineddine Belaïd, Shogo Taniguchi, Ryoya Ogawa, Ryotaro Ito, Olivier Dumont, Adam Nhaili, Robert-Jan Vanwesemael, Andrés Ferrari, Isaías Delpupo Wissels Sint-Truiden: 63' Ryotaro Ito Louis Patris 63' Robert-Jan Vanwesemael Joel Chima Fujita 69' Andrés Ferrari Kahveh Zahiroleslam 69' Isaías Delpupo Adriano Bertaccini                  |
| |                                                           |       | | |
| Woensdag 4 december 2024, 20:30 uur                                                                                              | Cercle Brugge                                             | 0 - 1 | Sint-Truiden | |
| Jan Breydelstadion, Brugge Toeschouwers: 2.160 Scheidsrechter: Michiel Allaerts Achtste finales Beker van België 2024-25         | Emmanuel Kakou 7'                                         |       | 10' Andrés Ferrari 21' Bruno Godeau 40' Rihito Yamamoto 62' Louis Patris 84' Adriano Bertaccini 90+2' Robert-Jan Vanwesemael | Opstelling Sint-Truiden: Jo Coppens, Zineddine Belaïd, Wolke Janssens, Bruno Godeau, Robert-Jan Vanwesemael, Louis Patris, Joel Chima Fujita, Ryotaro Ito, Rihito Yamamoto, Ryoya Ogawa, Andrés Ferrari Wissels Sint-Truiden: 64' Bruno Godeau Rein Van Helden 64' Ryotaro Ito Adriano Bertaccini 72' Rihito Yamamoto Olivier Dumont 82' Louis Patris Adam Nhaili                                    |
| |                                                           |       | | |
| Dinsdag 7 januari 2025, 20:45 uur                                                                                                | Sint-Truiden                                              | 0 - 4 | KRC Genk | |
| Stayen, Sint-Truiden Toeschouwers: 8.500 Scheidsrechter: Nathan Verboomen Kwartfinales Beker van België 2024-25                  | Bruno Godeau 45+1' Rihito Yamamoto 45+1' Louis Patris 69' |       | 3' Ken Nkuba 30' Hyeon-gyu Oh 52' Hyeon-gyu Oh 63' Zakaria El Ouahdi 69' Zakaria El Ouahdi 81' Noah Adedeji-Sternberg        | Opstelling Sint-Truiden: Jo Coppens, Louis Patris, Rein Van Helden, Zineddine Belaïd, Bruno Godeau, Ryoya Ogawa, Billal Brahimi, Rihito Yamamoto, Ryotaro Ito, Adriano Bertaccini, Andrés Ferrari Wissels Sint-Truiden: 46' Andrés Ferrari Joel Chima Fujita 59' Bruno Godeau Wolke Janssens 72' Billal Brahimi Adam Nhaili 72' Ryotaro Ito Isaías Delpupo 84' Adriano Bertaccini Jay-David Mbalanda |

2006/07 ·
2007/08 ·
2008/09 ·
2009/10 ·
2010/11 ·
2011/12 ·
2012/13 ·
2013/14 ·
2014/15 ·
2015/16 ·
2016/17 ·
2017/18 ·
2018/19 ·
2019/20 ·
2020/21 ·
2021/22 ·
2022/23 ·
2023/24 ·
2024/25